# علاج بالألوان

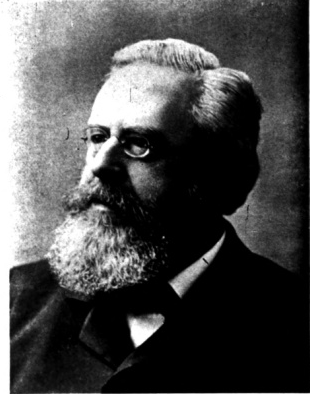

العلاج بالألوان ويُطلق عليه أحيانًا العلاج بالأضواء الملونة أو علم الألوان أو المعالجة بالكرومات، هو طريقة طبية بديلة تُصنف مع العلوم الزائفة. يدعي المعالجون بالألوان أنهم قادرون على استخدام الضوء الملون من أجل موازنة «الطاقة» التي يفتقر إليها جسم الشخص، سواء كان ذلك على المستوى الجسدي أو العاطفي أو الروحي أو العقلي.
يختلف العلاج بالألوان عن الأنواع الأخرى من العلاج بالضوء، مثل علاج اليرقان الوليدي وتشعيع الدم العلاجي، وهي علاجات طبية مقبولة علميًا في العديد من الحالات، وكذلك من علم الأحياء الضوئية؛ الدراسة العلمية لآثار الضوء على الكائنات الحية.
العلاج بالألوان هو علم زائف. يدعي الممارسون أن التعرض لألوان معينة من الضوء يمكن أن يساعد الناس على الشعور بتحسن بدني أو ذهني، الأمر الذي لم يُدعم من خلال الأبحاث التجريبية ومراجعات المدققين.

## نبذة تاريخية
اعتبر ابن سينا (980-1037) اللون ذا أهمية حيوية في التشخيص والعلاج، ناقش العلاج بالألوان في كتابه القانون في الطب، إذ كتب: «اللون هو أحد أعراض المرض التي يمكن ملاحظتها»، وطور أيضًا مخططًا يربط اللون بدرجة حرارة الجسم وحالته الجسدية. كان رأيه أن الأحمر يحرك الدم، أما الأزرق أو الأبيض فيبرداه، ويقلل اللون الأصفر من آلام العضلات والتهاباتها.
أجرى الجنرال الأمريكي في الحرب الأهلية الأمريكية أوغستوس بليسونتون (1801–1894) تجاربه الخاصة، ونشر في عام 1876 كتابه «تأثير الشعاع الأزرق من أشعة الشمس واللون الأزرق من السماء» حول كيفية تحسين اللون الأزرق لنمو المحاصيل والماشية وإمكانية المساعدة في شفاء الأمراض لدى البشر. وقد أدى ذلك إلى العلاج بالكروم الحديث، ما أثر على العالم الدكتور سيث بانكوست (1823–1889) وإدوين دوايت بابيت (1828-1905) لإجراء التجارب ونشرا -على التوالي- الضوء الأزرق والأحمر؛ أو الضوء وأشعته باعتباره فرعًا من فروع الطب (1877) ومبادئ الضوء واللون.
نشر العالم الأمريكي الهندي المولد دينشا بّي.غديالي (1873–1966) موسوعة طيف قياس الألوان في عام 1933، وهي موسوعة عن العلاج بالألوان. زعم غديالي أنه اكتشف لماذا وكيف أن للأشعة الملونة المختلفة تأثيرات علاجية مختلفة على الكائنات الحية. اعتقد أن الألوان تمثل فاعلية كيميائية في أوكتاف أعلى من الاهتزازات، ولكل كائن ونظام في الجسم لون معين يحفز وآخر يمنع عمل ذلك الجهاز أو النظام. اعتقد غديالي أيضًا إمكانية المرء تطبيق اللون الصحيح الذي يميل إلى موازنة عمل أي عضو أو نظام يصبح غير طبيعي في وظيفته أو حالته من خلال معرفة تأثير الألوان المختلفة على أجهزة وأنظمة الجسم المختلفة. واصل نجل دينشا بّي.غديالي -داريوس دينشا- تقديم معلومات حول العلاج بالألوان عبر جمعية دينشا الصحية، وهي منظمة غير ربحية مكرسة من أجل تعزيز العلاج بالألوان المنزلية غير الصيدلانية، وكتابه دع النور يعبر إلى هناك.
وصف الكاتب العلمي مارتن غاردنر غديالي أنه «ربما هو الدجال الأعظم على الإطلاق». اتهم غديالي بالاغتصاب في عام 1925 واعتقل في سياتل وحكم عليه بموجب «قانون مان» بالسجن لمدة خمس سنوات في سجن الولايات المتحدة، أتلانتا. وفقًا لغاردنر، فإن صور غديالي في العمل في مختبره «لا يمكن تمييزها عن لقطات تتحدث عن عالم مجنون من فيلم من الدرجة دي».
خلال القرن التاسع عشر، ادعى «المعالجون بالألوان» أن مرشحات الزجاج الملون يمكنها علاج العديد من الأمراض، بما في ذلك الإمساك والتهاب السحايا.

## الشاكرات الملونة
يعتقد ممارسو الأيورفيدا (علم الحياة) أن للجسد سبع «شاكرات»، يدعي البعض أنها «مراكز روحية»، ويُعتقد أنها موجودة على طول العمود الفقري. يربط فكر العصر الحديث كل شاكرة بلون واحد من طيف الضوء المرئي، إلى جانب وظيفة وجهاز أو نظام جسدي. يمكن وفقًا لهذا الرأي أن تصبح الشاكرات غير متوازنة وتؤدي عند ذلك إلى أمراض جسدية، ولكن تطبيق اللون المناسب يمكن أن يصحح هذه الاختلالات.